# 19806 Доматтх'юз
19806 Доматтх'юз (19806 Domatthews) — астероїд головного поясу, відкритий 20 вересня 2000 року.
Тіссеранів параметр щодо Юпітера — 3,646.